# Dornier Do 215
El Dornier Do 215 fue un bombardero ligero, avión de reconocimiento y posteriormente caza nocturno producido por Dornier Flugzeugwerke. Fue producido originalmente para la exportación, pero los sucesos acaecidos en Europa, hicieron que todos excepto unos pocos ejemplares (entre tres y seis), sirvieran en la Luftwaffe. Recibían el apodo de el lápiz volador a causa de su esbelto fuselaje. El sucesor del Do 215 fue el Dornier Do 217.

## Diseño y desarrollo
El bombardero rápido Dornier Do 17 atrajo el interés de fuerzas aéreas extranjeras (tras el inicio de la producción en serie del Do-17K). Por lo tanto, en julio de 1937, la Dornier preparó un lote de pre-serie de Do 17 Z-0 como demostrador para exportarlos a posibles clientes. Se le dio la matrícula civil D-AAIV. Aunque la aeronave, era esencialmente idéntica al Do 17Z, el Reichsluftfahrtministerium asignó la designación Do 215 para la versión de exportación. El prototipo V1 mantenía el motor radial Bramo 323 Fafnir de 9 cilindros del Do 17Z.
El Segundo prototipo (Do 215 V2) estaba equipado con motores radiales Gnome-Rhône 14-NO. Aunque completó las pruebas con seguridad, no atrajo encargos desde el exterior, ya que no ofrecía una mejora sensible de capacidades sobre el Do 17Z. Dornier equipó entonces el prototipo V3 con motores en línea Daimler-Benz DB 601Ba de  1159 CV (1175 PS). El V3 voló por primera vez en 1939 y demostró una sensible mejora en sus capacidades de vuelo en comparación con los primeros prototipos.
La producción en serie del Do 215 A-1 comenzó en 1939, con el encargo recibido por la Fygvapen Fuerza Aérea Sueca, y fue detenida en agosto de 1939 debido a la situación política. Las 18 aeronaves en construcción, fueron requisadas por el gobierno alemán e incluidas en las filas de la Luftwaffe tras la rotura de las hostilidades de la Segunda Guerra Mundial.
Se realizaron algunas modificaciones en los aparatos, que fueron redesignados como Do 215B. Este, fue el estándar de serie de la versión de producción. Se produjeron entre 92 y 105 (según las fuentes) entre los años 1939 y 1941.

## Variantes
Do 215 V1Dornier Do 17 Z-0 usado como primer prototipo del Do 215 se estrelló durante las pruebas.
Do 215 V2Dornier Do 17 Z-0 (D-AIIB) equipado con motores radiales Gnome-Rhône de 14 cilindros en doble estrella, usado como segundo prototipo del Do 215.
Do 215 V3Tercer prototipo del Do 215, equipado con motores V12 Daimler-Benz DB 601Ba.
Do 215 A-1Diseño original, de 18 aeronaves construidos para la Fuerza Aérea Sueca con motores DB 601A de 1075 CV.
Do 215 B-03 aeronaves de la versión A-1 reequipados para la Luftwaffe con sistema de navegación FuG 10 para tareas de bombardeo y reconocimiento.
Do 215 B-1Redenominacion de los restantes 15 aparatos de la versión A-1, operados por la Luftwaffe.
Do 215 B-2Reconstrucción con cubierta deslizante de la bodega de bombas y equipados con tres cámaras Rb 50/30 en la bahía de bombas para misiones de reconocimiento.
Do 215 B-3Dos aparatos similares a los de la versión B-1 vendidos a la Unión Soviética.
Do 215 B-4Versión de reconocimiento mejorada desarrollada desde la versión B-2 y equipado con cámaras Rb 20/30 y Rb 50/30.
Do 215 B-5Versión de caza nocturno, apodado Kauz III. 20 aeronaves convertidas desde las versiones B-1 y B-4 al igual que las versiones Do 17 Z-10 "Kauz II" con morro equipado con sistema de detección de infrarrojos. Los Do 215 B-5 estaban armados con cuatro ametralladoras MG 17 de 7,92 mm agrupadas sobre el detector de infrarrojos y dos cañones automáticos MG FF de 20 mm bajo el morro. El sistema, probó ser útil, y junto al  radar Lichtenstein 202 B/C fue instalado en algunos aparatos a partir de mediados de 1942.
De las versiones del Do 215 que existieron, los bombarderos de la versión A-1 con motores DB 601, y los de la versión B-0 y B-1 para la exportación, fueron reequipados con el sistema de navegación FuG-10 por la Luftwaffe.
El Do 215 B-5 fue el primer caza nocturno equipado con el sistema de navegación FuG 202 Lichtenstein BC. Estas aeronaves, participaron en acciones de combate entre enero de 1941 y mayo de 1944 con las I.IV./NJG 1 y II./NJG 2.

## Operadores

### Operadores durante la Segunda Guerra Mundial
Alemania nazi
- Luftwaffe

 Unión Soviética
- Fuerza Aérea Soviética recibió 2 aeronaves.

 Hungría
- Real Fuerza Aérea del Ejército Húngaro;[3] se conoce un ejemplar en la Fuerza Aérea Húngara, posiblemente 4 en total.

### Operadores planeados
Suecia
- Fuerza Aérea Sueca ordenó 18 Do 215 A-1 pero fueron requisados y transferidos a la Luftwaffe.

 Reino de Yugoslavia
- Real Fuerza Aérea de Yugoslavia ordenó Do 215, pero tras el inicio de la Segunda Guerra Mundial la orden no fue completada.

## Historia operacional
La Luftwaffe operó inicialmente el Do 215 como bombardero y avión de reconocimiento equipado con cámaras Rb 20/30 y Rb 50/30. Fue usado para misiones de reconocimiento de largo alcance, originalmente por la Ob.d.L (Oberkommando der Luftwaffe). Posteriormente, los aparatos, operaron como cazas nocturnos. El último Do 215, fue retirado a finales de 1944.

## Supervivientes
Hasta hace poco, se pensaba que ninguna de las variantes de los bombarderos Dornier habían sobrevivido a la Segunda Guerra Mundial. hasta que en septiembre de 2007 un Dornier Do 215 B fue encontrado casi intacto bajo aguas poco profundas en Waddenzee, Holanda. Esta aeronave, voló bajo el mando del as de caza de la Luftwaffe Helmut Woltersdorf. En la noche del 6 al 7 de julio de 1941 Woltersdorf derribó un Vickers Wellington pero su Dornier resultó dañado en el regreso y se estrelló frente a la costa holandesa.
El área donde se estrelló el Dornier fue designado como santuario marino, escapando así de un posible desguace, de los coleccionistas o comerciantes de souvenirs. Hasta que con el retroceso le la línea de costa, cuando bajaba la marea, una parte de la sección de cola, pasaba a ser visible.
El grupo de recuperación de aeronaves del Luchtoorlogmuseum (Museo de la Guerra Aérea) de Fort Veldhuis, Heemskerk recibió un permiso de las autoridades holandesas para recuperar parcialmente el Do 215. La única parte perdida del avión, fue una porción de la sección de cola, que pemanecía a unos 70 pies de los restos principales. Los motores Daimler-Benz DB 601 fueron recuperados, junto con la parte de estribor de la cabina.
No se sabe si las autoridades holandesas, permitirán su recuperación total. Aunque no se descarta, dado que el Dornier permanece en buenas condiciones, que es una aeronave realmente rara, y que de permanecer en el mar, terminara desapareciendo.

## Especificaciones

### Dornier Do 215 B-1
Referencia datos: 

### Características generales
- Tripulación: 4 (piloto, bombardero/artillero, dos artilleros)
- Longitud: 15,79 m (51 pies 9⅔ pulgadas)
- Envergadura: 18 m (59 pies 0⅔ pulgadas)
- Altura: 4,56 m (14 pies 11½ pulgadas)
- Superficie alar: 55 m² (592 pies cuadrados)
- Peso vacío: 5780 kg (12 727 lb)
- Peso cargado: 8800 kg (19 404 lb)
- Planta motriz: 2× Daimler-Benz DB 601Ba, V12 refrigerados por líquido.
  - Potencia: 1159 CV 864 kW, 1175 PS cada uno.
- Hélices: 1× 2 por motor.

### Rendimiento
- Velocidad máxima operativa (Vno): 470 km/h (292 MPH; 254 kt) a 4000 m
- Alcance: 2450 km (1323 nmi; 1522 mi)
- Techo de vuelo: 9000 m 29 500 pies
- Carga alar: 105.1 kg/m² 32.78 lb/ft²
- Potencia/peso: 184 W/kg 0,113 HP/lb

### Armamento
- Armas de proyectiles: 4 ametralladoras MG 15, de 7,92 mm después aumentadas a 6
- Bombas: 1000 kg (2200 lb) de bombas

### Características generales
- Tripulación: 4 (piloto, navegación, dos artilleros)
- Longitud: 15,79 m (52 ft)
- Envergadura: 18 m (60 ft)
- Altura: 4,56 m (15 ft)
- Superficie alar: 55 m² (590 ft²)
- Peso vacío: 5800 kg
- Peso máximo al despegue: 8800 kg
- Planta motriz: 2× Daimler-Benz DB 601Ba, V12 refrigerados por líquido.
  - Potencia: 1175 CV cada uno.
- Hélices: 1× 2 por motor.

### Rendimiento
- Velocidad máxima operativa (Vno): 485 km/h (301 MPH; 262 kt)
- Alcance: 2450 km
- Techo de vuelo: 9000 m

### Armamento
- Armas de proyectiles: 4 ametralladoras MG 15, de 7,92 mm después aumentadas a 6
- Otros: 3 Cámaras: Rb 20/30 & Rb 50/30 en la bodega de bombas

### Desarrollos relacionados
- Dornier Do 17
- Dornier Do 217
- Dornier Do 317

### Aeronaves similares
- Bristol Blenheim
- PZL.37 Łoś
- Tupolev SB

### Secuencias de designación
- Sistema de designación aeronaves del RLM: ← Hü 211 · Do 212 · Do 214 · Do 215 · Do 216 · Do 217 · Hs 217 →

### Listas relacionadas
- Anexo:Aeronaves militares de Alemania en la Segunda Guerra Mundial